# مدیحه سالم
مدیحه سالم (عربی: مديحة سالم؛ ۲ اکتبر ۱۹۴۴ – ۱۹ نوامبر ۲۰۱۵) هنرپیشه اهل مصر بود.